# Bolero (Ravel)

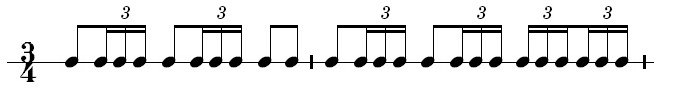
Repetidos cento e sessenta e nove vezes pela caixa, estes dois compassos em ostinato dão ao Bolero de Ravel o ritmo uniforme e invariável.

Bolero (Boléro, no título original francês) é uma obra musical de um único movimento escrita para orquestra por Maurice Ravel. Originalmente composta para um Ballet, a obra, que teve sua première em 1928, é considerada a obra mais famosa de Ravel.

## A Música
Composta entre Julho e Outubro de 1928 no Tempo di Bolero, moderato assai ("tempo de bolero, muito moderado"), o Bolero tem um ritmo invariável (escrito para  = 72, ou seja, com a duração teórica de catorze minutos e dez segundos), e uma melodia uniforme e repetitiva. Deste modo, a única sensação de mudança é dada pelos efeitos de orquestração e dinâmica, com um crescendo progressivo e uma curta modulação em mi maior próxima ao fim, mas retorna ao dó maior original faltando apenas oito compassos do final. Originalmente, na própria cópia da partitura de Ravel, a marca do metrônomo é  = 76, mas esta está riscada e 66 está substituindo a marcação original. Ravel observa esta segunda marca na sua gravação com a Orquestra Lamoureux. Mais tarde, outras edições do Bolero sugerem o 72. Na primeira gravação de Piero Coppola, à qual Ravel estava presente, o Bolero teve uma duração similar de 15 minutos e 40 segundos. Ravel, mais tarde comentou a um jornalista do Daily Telegraph que a obra duraria 17 minutos.
Forma uma obra singular, que Ravel considerava como um simples estudo de orquestração. A sua imensa popularidade tende a secundarizar a amplitude da sua originalidade e os verdadeiros objectivos do seu autor, que passavam por um exercício de composição privilegiando a dinâmica em que se pretendia uma redefinição e reinvenção dos movimentos de dança. O próprio Ravel ficou surpreendido com a divulgação e popularidade da obra, muito devido às variações que numerosos maestros, incluindo Willem Mengelberg e Arturo Toscanini, introduziram nas suas interpretações.

### Origem

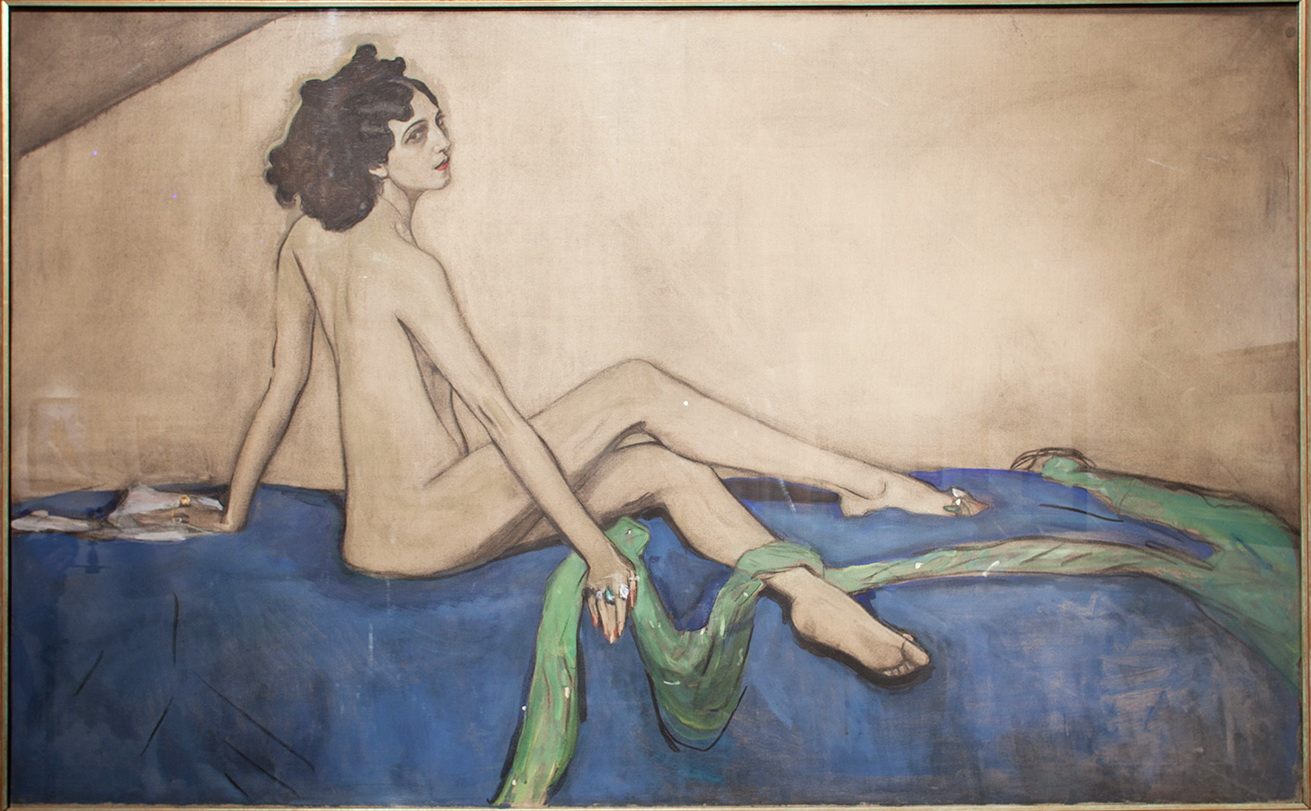
Ida Rubinstein, a inspiração por trás de Bolero. Retrato pintado por Valentin Serov.

A origem do Bolero provém de um pedido da dançarina Ida Rubinstein, que encomendou a Ravel a criação de um balé a caráter espanhol.
Ravel pensou poder arranjar alguns extratos de Iberia, um conjunto de peças para piano de Isaac Albéniz, mas ele não pôde obter os direitos de fazer como desejava, pois Albéniz havia dado os direitos de arranjo a seu pupilo Ferdinand Enrique Arbos.
Em vez disso, Ravel compôs uma nova obra.
A estreia deu-se em Paris, na Ópera Garnier, em 22 de Novembro de 1928 sob direcção de Walther Straram, com coreografia de Bronislava Nijinska e cenários de Alexandre Benois. Uma das dançarinas foi Ida Rubinstein, e a peça causou escândalo devido à sensualidade da coreografia.

### Direitos autorais
A obra é de domínio público desde o dia 1º de maio de 2016.

### Curiosidades
- O saxofone sopranino na partitura original é um saxofone em Fá; todavia, hoje só se fabricam saxofones sopraninos em Mi bemol. No tempo de Ravel ainda haveria fabricantes a produzir a família de Saxofones em Fá e em Dó com o intuito de serem usados em contexto de Orquestra Sinfónica. Hoje em dia é prática comum tocar ambas as partes, de soprano e de sopranino, usando apenas o saxofone soprano em Sib.
- Por brincadeira a peça é por vezes chamada de "o mais longo crescendo do mundo".
- O maestro português Pedro de Freitas Branco, amigo de Ravel, dirigiu uma execução lenta da obra ( = 54), o que fez com que a obra durasse 18m30s.
- O Bolero é tocado diariamente na Praia do Jacaré em Cabedelo-PB durante o pôr-do-sol, pelo músico Jurandy do Sax. Também em Belém-PA, junto à Estação das Docas, na orla da Baía do Guajará, diariamente às 18h o Bolero é reproduzido diariamente, em gravação.
- A música faz parte da trilha sonora do anime Digimon Adventure, do filme Legend of Galactic Heroes: My Conquest Is the Sea of Stars e do jogo Xenogears.
- Em 1961, o dançarino e coreógrafo Maurice Béjart criou sua versão para o Bolero, tornando-a uma de suas obras mais importantes. Em 1980, a coreografia de Béjart foi reproduzida pelo bailarino argentino Jorge Donn no filme Retratos da Vida (Les uns et les autres), do diretor francês Claude Lelouch.
- Billie Joe Armstrong tocou uma parte desta música no início álbum ao vivo Awesome as fuck da banda de punk rock Green Day.
- Uma parte do Bolero é tocada no oitavo episódio da segunda temporada do remake da popular série britânica Doctor Who.
- No desfile cívico-militar do Dia da Independência, 7 de setembro de 2014, a tropa da Polícia Militar da Paraíba desfilou aos acordes do Bolero de Ravel, adaptado pela Banda de Música da PMPB.

### Extractos áudio MIDI
| ? [[Media: \|Ritmo do Bolero]] [[:Imagem:\|Ficha]] |

| ? [[Media: \|Tema A do Bolero]] [[:Imagem:\|Ficha]] |

| ? [[Media: \|Tema B do Bolero]] [[:Imagem:\|Ficha]] |